# 랴시스크

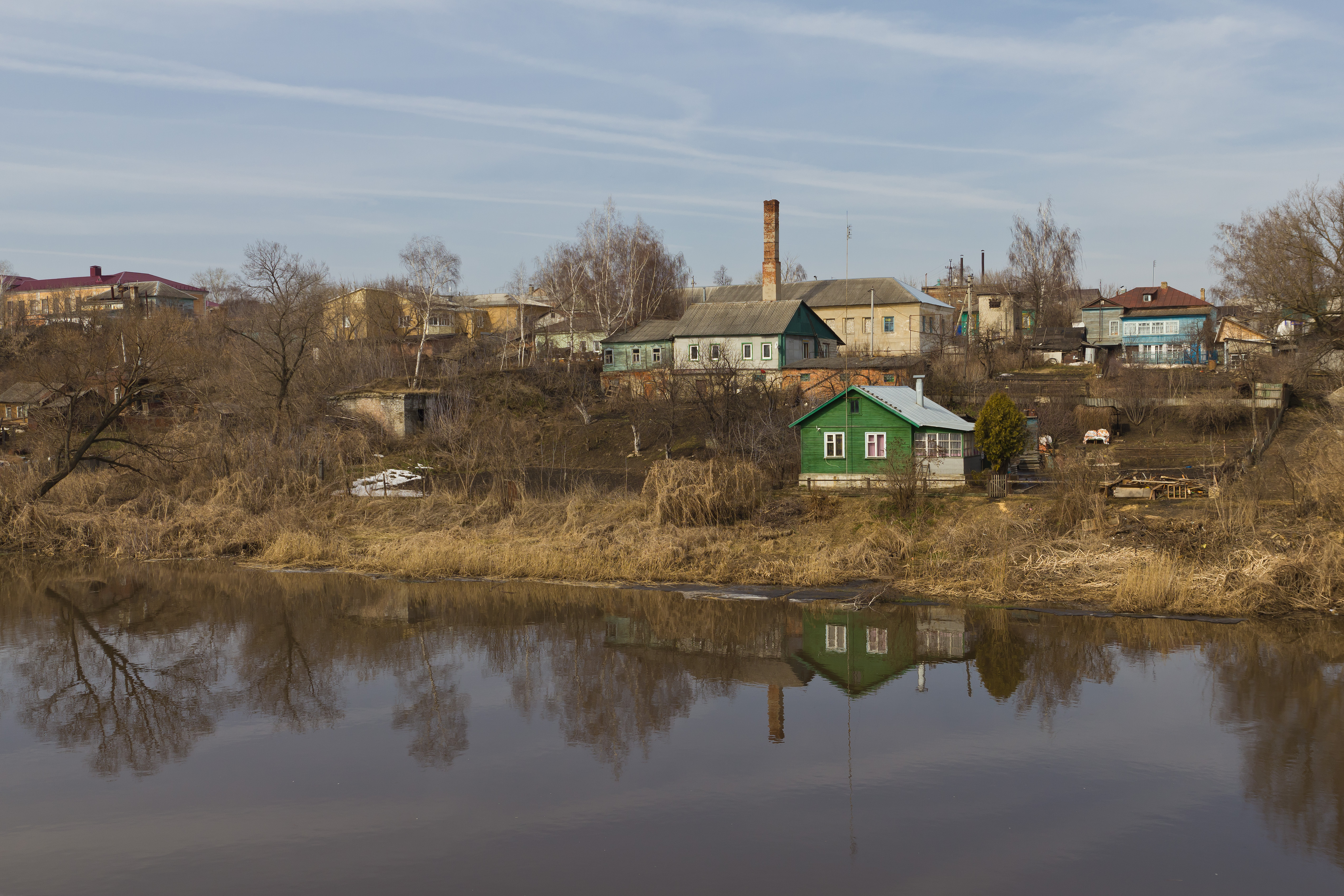

랴시스크(러시아어: Ряжск)는 랴잔주의 도시이다. 남쪽으로 115km지점에 랴잔이 위치해 있다. 인구는 2만2,850명 (2002년); 2만6,000명 (1974년)이다.